# Björneborgs konstmuseum

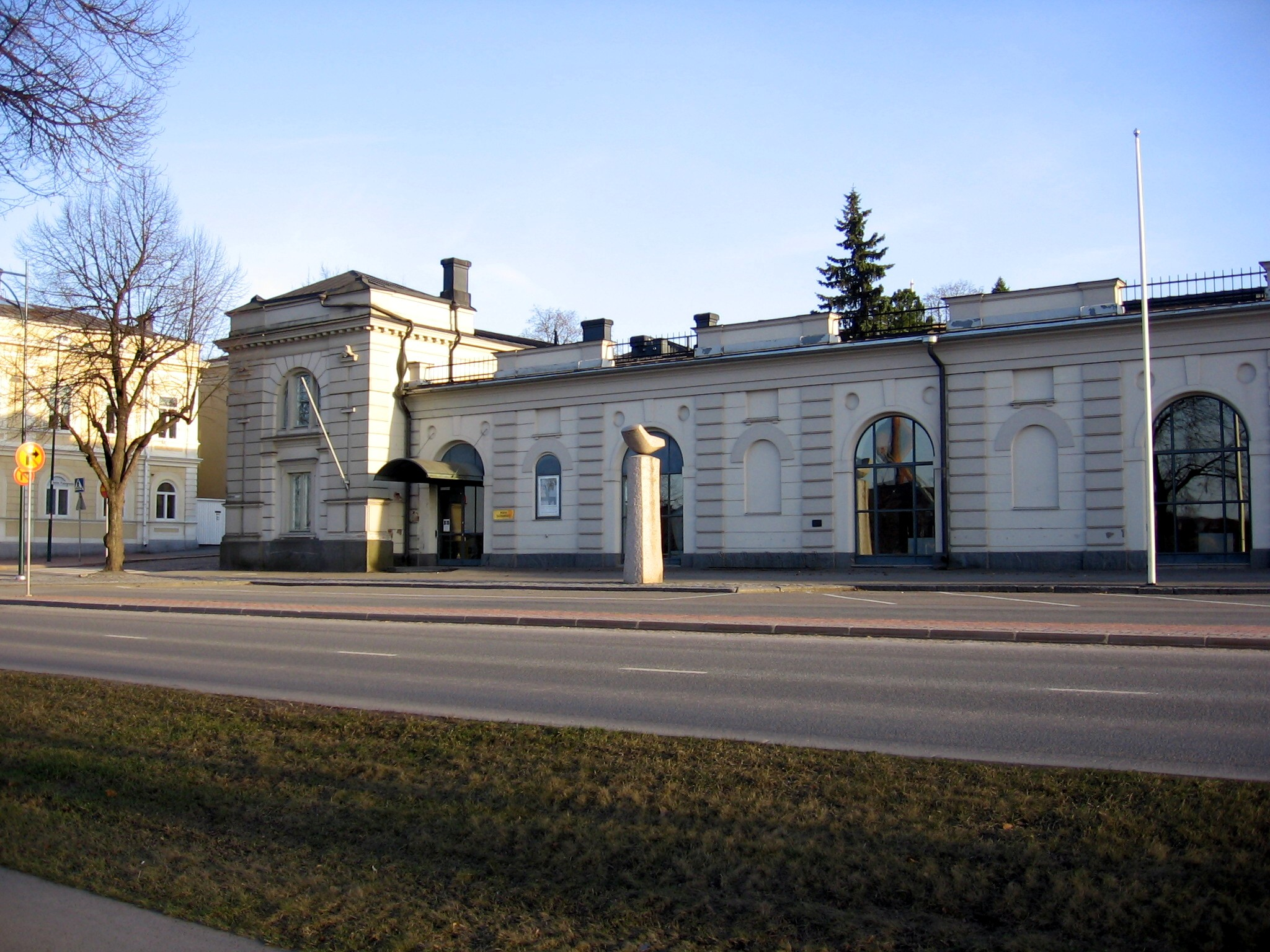
Björneborgs konstmuseum

Björneborgs konstmuseum (finska: Porin taidemuseo) är ett konstmuseum i  Björneborg i Finland, som grundades 1979. Den finländska kulturpersonligheten Maire Gullichsen var den som gjort museet möjligt: hennes konstkollektion utgör museets grund. 
Byggnaden, som ritades av C.J. von Heideken och stod färdig 1860, var ursprungligen Björneborgs tull- och packhus.